# Chislehurst
Chislehurst is een historisch dorp, tegenwoordig een wijk (tevens een ward) in het zuidoosten van de Britse hoofdstad Londen. De wijk staat bekend als welvarend en heeft enkele beroemde inwoners gehad.

## Ligging
Chislehurst ligt ongeveer 16,9 km ten zuidoosten van Charing Cross, het centrale meetpunt in Londen. De wijk ligt in het noordelijk deel van de London Borough of Bromley, dat onderdeel is van Outer London, de buitenste schil van 20 boroughs binnen de metropool Groot-Londen. Chislehurst ligt oostelijk van de centrale wijk Bromley. Het ligt tevens ten zuiden van Mottingham, dat op de grens van de boroughs Bromley, Lewisham en Greenwich ligt, en ten zuidwesten van Sidcup, in de London Borough of Bexley.

## Geschiedenis
De naam "Chislehurst" is afgeleid van de Angelsaksische woorden cisel (Nederlands: kiezel) en hyrst (beboste heuvel).
Een bekende inwoner van het toen nog onbetekenende dorp in het graafschap Kent was de historicus, oudheidkundige en topograaf William Camden (1551-1623), die er een huis liet bouwen dat later de naam Camden Place kreeg. Rond 1760 woonde hier de politicus, rechtsgeleerde en lord chief justice Charles Pratt (1714-1794), die later de titels baron Camden en graaf Camden droeg. De voormalige Franse keizer Napoleon III woonde vanaf 1871 tot zijn dood in 1873 in dit huis. Zijn weduwe Eugénie de Montijo woonde er tot 1885. Zowel de keizer als zijn zoon Napoleon Eugène Lodewijk Bonaparte, die in 1879 in Zoeloeland omkwam, werden aanvankelijk begraven in de parochiekerk van Chislehurst, maar later overgebracht naar het mausoleum van de door keizerin Eugénie gestichte Abdij Saint Michaels in Farnborough.
In 1865 opende Station Chislehurst aan de South Eastern Railway. Daarmee werd het dorp beter bereikbaar voor forenzen uit Londen en andere plaatsen, waardoor het karakter geleidelijk veranderde van relatief gesloten dorpsgemeenschap naar suburbane buitenwijk. Een lokale campagne voorkwam in 1888 dat de dorpsmeent, Chislehurst Common, bebouwd werd.

## Bezienswaardigheden
De parochiekerk van St Nicholas dateert deels uit het einde van de 15e eeuw. De zuidbeuk werd in 1849 toegevoegd en de torenspits werd in 1857 vervangen. Het historische huis Camden Place werd omstreeks 1717 geheel herbouwd en rond 1800 uitgebreid. Tegenwoordig is het het clubhuis van de lokale golfclub. De ruïne van een ander landhuis, Scadbury Manor, bevindt zich in Scadbury Park.
In de wijk bevinden zich de Chislehurst Caves. Het zijn geen natuurlijke grotten, maar overblijfselen van krijtmijnen of kalksteengroeven, vergelijkbaar met de Limburgse mergelgrotten. De groeven zijn zeer oud, mogelijk uit de tijd van het Romeinse Keizerrijk. Tijdens de Tweede Wereldoorlog werden ze door duizenden mensen als schuilgelegenheid benut. Tegenwoordig worden er rondleidingen gegeven en vinden er bij gelegenheid popconcerten plaats (in het verleden o.a. Jimi Hendrix, The Who en The Rolling Stones).

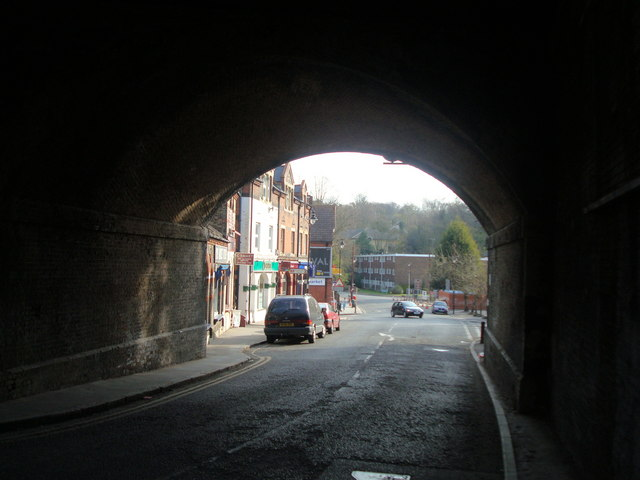
Old Hill spoortunnel
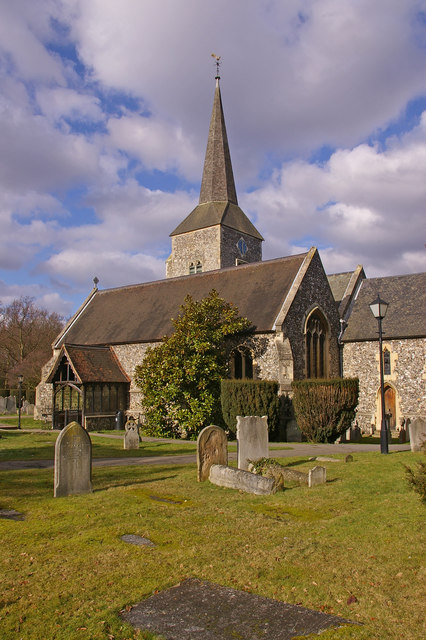
St Nicholas' Church
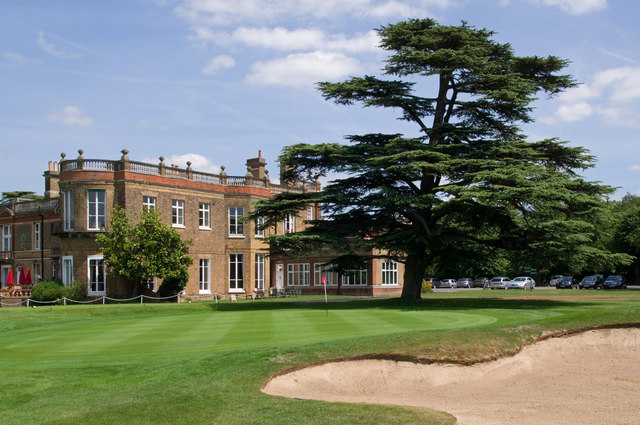
Camden Place
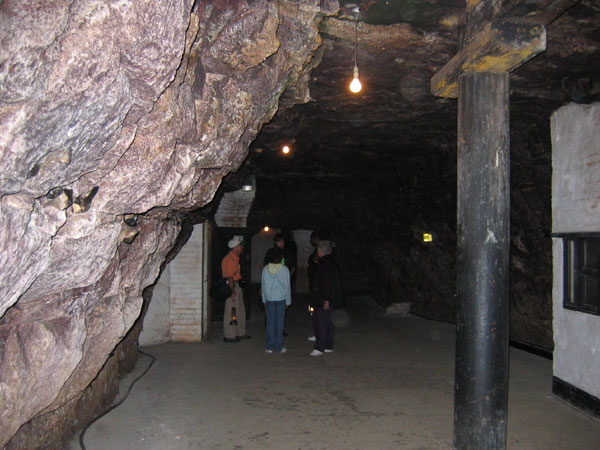
Chislehurst Caves

## Bekende inwoners

### Geboren
- Francis Walsingham (ca.1532–1590), diplomaat en spion voor Elizabeth I van Engeland
- Charles Pratt (1714–1794), baron Camden vanaf 1765, 1e graaf Camden vanaf 1786, Attorney General, Lord Chief Justice en Lord Chancellor
- Malcolm Campbell (1885–1948), motorcoureur, wereldsnelheidsrecordhouder
- Alan Watts (1915–1973), filosoof, schrijver

### Overleden
- William Camden (1623), historicus, oudheidkundige en topograaf
- Napoleon III (1873), president, later keizer van Frankrijk
- William Willett (1915), uitvinder en promoter van de zomertijd

### Bekende inwoners (elders geboren)
- Thomas Townshend, 1e Viscount Sydney (1733–1800), politicus, naamgever van de Australische stad Sydney
- William Hyde Wollaston (1766–1828), chemicus en natuurkundige, ontdekker van rodium en palladium
- Eugénie de Montijo (1826–1920), keizerin van Frankrijk
- Siouxsie Sioux (1957), punkzangeres, vooral bekend van Siouxsie and the Banshees